# Riccardo Banderali
Riccardo Banderali (Torino, 14 marzo 1921 – Torino, 10 aprile 1945) è stato un partigiano italiano.

## Vita
Sottotenente del Regio esercito, aderì al movimento partigiano dopo l'armistizio di Cassibile, combattendo lungo l'appennino ligure. Dal gennaio 1944 membro del gruppo partigiano Franchi, venne catturato dalle SS e fucilato ad un angolo esterno del Conservatorio Statale di Musica Giuseppe Verdi, in Piazza Giambattista Bodoni.

## Onorificenze
Medaglia d'oro al valor militare

## Motivazione
()